# Религия в Древна Гърция
Религията в Древна Гърция обхваща вярванията, ритуалите и митовете на Древна Гърция, възприети както като популярна народна религия, така и като практикуване на различни култове, които макар и да имат общи черти, имат и различия. Това e политеистична вяра в множество богове, практикувана от началото на Микенската цивилизация.
Различните полиси често са почитали един и същи бог, понякога с подходящ епитет, отразяващ локалната им същност.
Религиозните практики на древните гърци покриват много по-голяма територия от днешна Гърция, обхващайки островите и бреговете на Йония в Мала Азия и на Магна Греция в Южна Италия, както и отделни гръцки колонии в Западното Средиземноморие като Масалия. Допълването на древногръцката религия с елементи от вярванията на етруските полага основата на религията в Древен Рим.

## Вярвания
Макар че има различия между вярванията в различните гръцки региони, има няколко общовалидни концепции, които са почти универсални.

### Теология
Древногръцката религия е политеистична – в нея се почитат множество богове. Все пак съществува йерархия, като Зевс е над всички останали, макар и да не е абсолютно всемогъщ. Някои божества владеят различни природни явления – например Зевс изпраща гръмотевици и светкавици, Посейдон е бог на морето и земетресенията, Хадес е бог на подземното царство на мъртвите (гръцки вариант на задгробен живот), а Хелиос е бог на Слънцето. Други божества управляват абстрактни категории, например Афродита е богиня на любовта.
Боговете са безсмъртни, но съвсем не са само доброжелателни или дори всемогъщи. Те се подчиняват на съдбата, която според гръцката митология е в ръцете на мойрите, които надделяват над желанията и силата на другите богове. Например съдбата на Одисей при завръщането му в Итака след Троянската война е предопределена и боговете могат само да удължат и затруднят пътешествието му, но не могат да го отменят. Мойрите са пример за обожествяване на абстрактно понятие, което се появява още у Омир. Хезиод се отнася с особено внимание към този вид богове-алегории, важно място в неговите трудове заемат Дике – Справедливостта или Мнемозина – Паметта. През класическата епоха тенденцията да се обожествяват отвлечени понятия се засилва и са издигнати храмове на Темида – Свещеният закон, на Немезида – Божественото отмъщение, посвещават се олтари на Ейрене – Мирът и на сина ѝ Плутос – Богатството. Аристофан отрежда голямо място на обожествените алегории; в това отношение и Платон не се различава много от него. Най-известен в тази област е без съмнение Ерос – Любовта, най-напред представян като крилат юноша, после като дете; със своите спътници Химерос и Потос, персонификации на любовното желание в два малко различаващи се аспекта, и с Пейто – Убеждаването, те са в свитата на Афродита
Боговете се държат като хора и имат човешки пороци. Те взаимодействат с хората и понякога имат потомство. От време на време някои богове се съревновават или враждуват помежду си (теомахия). Например в Илиада Афродита, Арес и Аполон са на страната на троянците в Троянската война, докато Хера, Атина и Посейдон са на страната на гърците.
Някои богове са на специална почит в даден град. Богиня Атина е покровителка на Атина, Аполон има големи светилища в Делфи и Делос, Зевс е почитан в Олимпия, а Афродита в Коринт. Други божества са почитани и извън Гърция: Посейдон е на почит в Етиопия и Троя, а Арес в Тракия.
Съвпадението на имената не е гаранция за съвпадение в религиозния култ – самите гърци са наясно, че девицата ловджийка Артемида, почитана в Спарта, се различава много от многогърдата богиня на плодородието от Ефес. Асоциирането на различни богове с различни места е много силно и трайно, макар и в по-големите градове да се срещат няколко храма за различни богове.
Наред с големите общогръцки богове има множество нисши богове, свързани с определено място и чиято известност не надхвърля границите на областта. Сред тях херосите са многобройна и оригинална категория. Не е ясно дали това са древни божества, изгубили божественото си положение, или простосмъртни, издигнали се до ранга на безсмъртните. През историческата епоха явлението хероизиране на смъртен е засвидетелствувано от многобройни примери. Основателите на колониите често са почитани като хероси след смъртта си, а техните гробници, обикновено на агората, стават място на култови почести. Когато войските на Бразид превзели Амфиполис от атиняните и самият Бразид паднал в битка, гражданите на Амфиполис го погребали на входа на агората, определили мястото около гроба му за светилище и му оказвали почести като на херос с ежегодни игри и жертвоприношения, считайки го оттогава за същинския основател на техния град .

### Задгробен живот
Гърците вярват в задгробния живот и в наличието на подземно царство, където отиват душите на мъртвите. Това царство се управлява от Хадес, брат на Зевс, и носи неговото име. Други подобни места са Тартар, място за страдания на прокълнатите, и Елисейските полета, място за праведните. В ранната микенска религия всички души след смъртта отивали в Хадес, но през Архаичната епоха се появяват култове към мистериите довели до появата на Тартар и Елисейските полета.
Счита се, че някои гърци са придобили право на безсмъртие и вечен живот в Елисейските полета или на друго място. Такива са Ахил, Алкмена, Амфиарий, Менелай, Пелей и много от участниците в Троянската и Тиванската война. Тези вярвания се срещат още в най-древните гръцки извори, написани от Омир и Хезиод, и остават валидни дори и по време на християнството. За повечето от обикновените хора след смъртта им няма друго бъдеще, освен безсмъртна душа без тяло.
Някои гръцки философи като Питагор и Платон възприемат идеята за прераждане, но имат малцина последователи. Според Епикур живот след смъртта няма, тъй като душата е съставена от атоми, които се разпръсват, когато човек умре.

### Митология
Гръцката религия почива на обширна митология. Тя е съставена основно от разкази за боговете и взаимоотношенията им с хората. Митовете често описват приключенията на герои като Херакъл и неговите дванадесет подвига, Одисей и пътешествията му, Язон и аргонавтите или Тезей и Минотавъра.
Други действащи лица в митовете са титаните (предшестващи появата на боговете), кентаврите, нимфите и сатирите. Има и чудовища като циклопи, Харибда, горгона и др.
В гръцката митология липсва общоприет мит за създаването на света (съвременната космогония), а има различни вярвания у различни религиозни групи. Един вариант е разказан в Теогония на Хезиод, която разказва за произхода на света и първоелементите, разкрива генеалогията на различните поколения древногръцки божества и делата им. Според него едно първично празно пространство (божество) на име Хаос поражда другите първични божества като Гея (Земя), Тартар и Ерос, които на свой ред раждат Титаните, породили олимпийските богове.
Гръцката митология се запазва до голяма степен и след това се обогатява с римската. И гръцкото, и римското общества са с висока грамотност и са успели да запазят, отначало в устна, а после и в писмена форма, много от своите митове. Исторически първите записани произведения са епос (като Илиада, Одисея и Аргонавтика) и театрални пиеси (като „Вакханки“ на Еврипид и „Жабите“ на Аристофан). Митологията става много популярна по времето на Ренесанса в Европа и мотиви от нея личат в творбите на Ботичели, Микеланджело и Рубенс.

## Религиозни практики

### Фестивали
В древна Гърция се провеждат множество религиозни фестивали. Много от тях са свързани с почит към един бог и даден полис – например в Аркадия се провежда фестивал Ликая (на гръцки: Λυκαία), посветен на бог Пан. Провеждат се и спортни игри, които могат да бъдат в рамките на религиозните фестивали или отделно, но винаги са свързани с боговете. Такива са Питийските игри, Немейските игри, Истмийските игри, Панатенеите. От тях най-известни са Древните олимпийски игри в чест на Зевс, провеждани на всеки четири години.

### Текстове
Религиозните текстове не са канонизирани или обявени за свещени, а представляват част от творчеството на антични автори като Хезиод – „Теогония“ и „Дела и дни“, поемите на Омир и одите на Пиндар. Те не са предназначени да бъдат приемани безрезервно от всички, макар и да се счита, че авторите им са вдъхновени от музите (някои автори изрично посочват това). Платон дори искал да изключи митовете от трудовете си за идеалната държава поради морала в тях, който не може да служи за образец.
При други култове, например свързаните с религиозни мистерии, определени текстове са канонизирани по отношение на религиозните практики, но само в границите на култа. Например на много места в гръцкия свят са открити текстове, свързани с орфизма и писани между 450 г. пр.н.е. и 250 г., но те излизат извън рамката на традиционната религия.
Дори и предсказанията на оракулите не са се превърнали в свещени текстове. Други, специално композирани религиозни произведения, са се запазили чрез лирическата традиция, но макар и с религиозна насоченост, те са предназначени само за рецитация и не съществува аналог на стандартна обща молитва като християнската „Отче наш“.

### Церемонии
Както липсват унифицирани, стандартни религиозни текстове, така липсва и стандартизация на религиозните практики. Вместо това те се организират на местно ниво, като в ролята на жреци влиза или магистрат от града или селото, или жителите прибягват към местното светилище. Някои жречески функции, като например организирането на местен фестивал, може по традиция да са привилегия на определен род.
Когато изпадали в затруднение, отделни хора или цели полиси се обръщали към светилищата, които имали оракул и му задавали въпроса, който ги интересувал. Такива оракули имало много, но не всички се ползвали с еднакво уважение и признание. Повечето са посещавани от местни хора, например в Патрас се допитвали за болести. Други оракули били по-известни и авторитетни: тези в Амфиарай, Делфи, Додона и др.
Религиозните церемонии и ритуали се провеждат основно върху олтари, посветени на един или няколко бога и при тях има статуя на съответното божество. Обикновено даровете (храна, напитки, скъпоценности) се поставят отляво на олтара. Понякога се правят животински жертвоприношения, като по-голямата част от месото се консумира от богомолците. В Илиада се описва принасянето на жертва на сто бика (хекатомба). Често се правят и възлияния с вино, не само в светилищата, но и в ежедневния живот, например по време на симпозиум.
Церемонията фармакос (pharmakos) е ритуал по отлъчване от града по време на трудности на символичен жертвен козел, например животно или роб. По този начин жителите се надяват затруднението да си отиде заедно с жертвения козел.

### Жертвоприношения
Животинското жертвоприношение върху олтара е съпроводено с химни и молитви. Части от животното се изгарят за боговете, останалото месо се изяжда от присъстващите. В Омировите произведения има редица примери за такива практики, особено по време на опасност или за да се измоли снизхождението на боговете преди да се предприеме рискована стъпка. В Илиада всеки банкет започва с молитва и жертвоприношение. Жертвените ритуали играят голяма роля във взаимоотношенията на хората с боговете.

## Светилища и храмове
Светилищата са важно място в Древна Гърция, всяко от тях е посветено на бога, почитан в околността. В Омировите химни има сведения за връзката на Деметра с мястото на нейното светилище в Елевзина и на Аполон със светилищата му в Делфи и Делос. Основното светилище на Аполон е в Делфи, където неговата жрица Пития дава отговори на въпроси, прави прорицания, гадае и т.н. Гърците считат, че тук е маркиран на специален камък центърът (пъпът) на Земята. Други светилища на Аполон има на остров Делос и в Кларос. Важни светилища от значение за целия елински свят има също в Олимпия, Додона, Епидавър и Самотраки. В Йония централното светилище е Панйонион на склоновете на Микале, друго важно светилище е Дидима.
Централно място в светилището заема теменосът (τέμενος) посветен на божеството, в което се разполага храмът, олтарът и всички други свещени или природни предмети, свързани с култа. Например в атинския Акропол в теменоса се намира свещеното маслинено дърво на богиня Атина. Дълго време се запазва почитта към най-старите култови фигури (ксоанони), наред с по-новите скулптури на божествата. Така например най-почитаната статуя на богинята Атина не била колосалната статуя от злато и слонова кост, издигната от Фидий в Партенона, а един стар ксоанон от маслиново дърво, пазен в Ерехтейона, за който вярвали, че е паднал от небето. Там с тържествена процесия на всеки четири години на празника Големите Панатенеи се принасял в дар пеплос, изтъкан за богинята от млади момичета от най-знатните фамилии на Атина.